# Regiones del departamento de Cochabamba

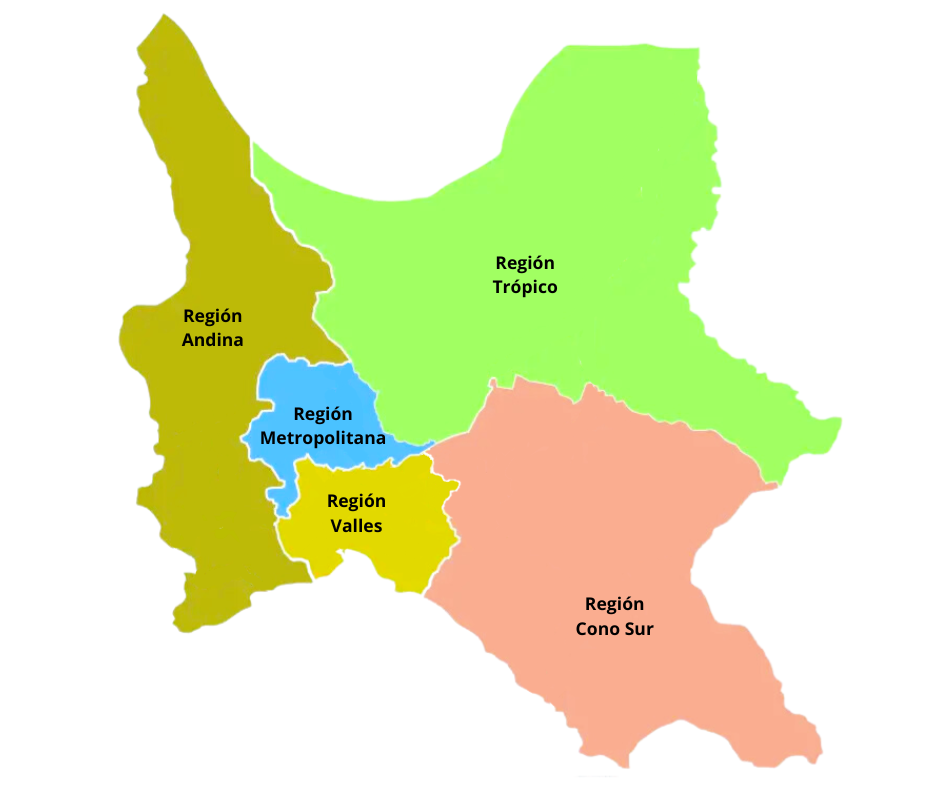
Regiones del Departamento de Cochabamba

En el departamento de Cochabamba, existen cinco regiones, como Valles, Trópico, Metropolitana, Cono Sur y Andina, las cuales están respaldadas por Consejos Regionales Económico Sociales (CRES). Su objetivo es fortalecer y atender las demandas municipales, con el propósito de superar la fragmentación municipal y mejorar la gestión pública a nivel regional.

## Historia
Ante problemáticas como la migración campo - ciudad, el crecimiento acelerado de la mancha urbana con baja densidad demográfica, con la incidencia negativa en el congestionamiento del transporte público, la contaminación del medio ambiente, carencia de servicios básicos como la dotación de agua potable, alcantarillado, recojo de basura; la impermeabilización de áreas de recarga acuífero, la reducción de las escasas áreas agrícolas; así como la emergencia de la delincuencia que genera la inseguridad ciudadana, que los municipios no pueden resolver de manera aislada, la Gobernación de Cochabamba procedo a la regionalización del territorio departamental en cinco regiones como espacios de planificación y gestión del desarrollo: Región Metropolitana, Andina, Cono sur, Valles y Trópico. Estratégicamente se plantea y se procede a la descentralización de infraestructura y de servicios productivos y sociales, el fomento a la creación de centros poblados intermedios, la conformación y el fortalecimiento de las Mancomunidades de Municipios y del Consejo Metropolitano.

## Regionalización Intradepartamental
La Nueva Constitución Política del Estado y el Plan Nacional de Desarrollo, PND, las UTPs, constituyen un referente importante para la futura conformación de las “regiones” y sus correspondientes órganos ejecutivos, los Consejos Regionales Económico Sociales (CRES), a través de los cuales las políticas nacionales y departamentales pretenden superar la extremada fragmentación municipal. Por ello, en la NCPE se establece a la región como un nuevo espacio de planificación y gestión pública, que luego de procesos participativos daría lugar a las “autonomías regionales”. La referida propuesta de regionalización de la Gobernación deCochabamba elaborada con base en las UTPsincorpora cinco regiones:

### Metropolitana

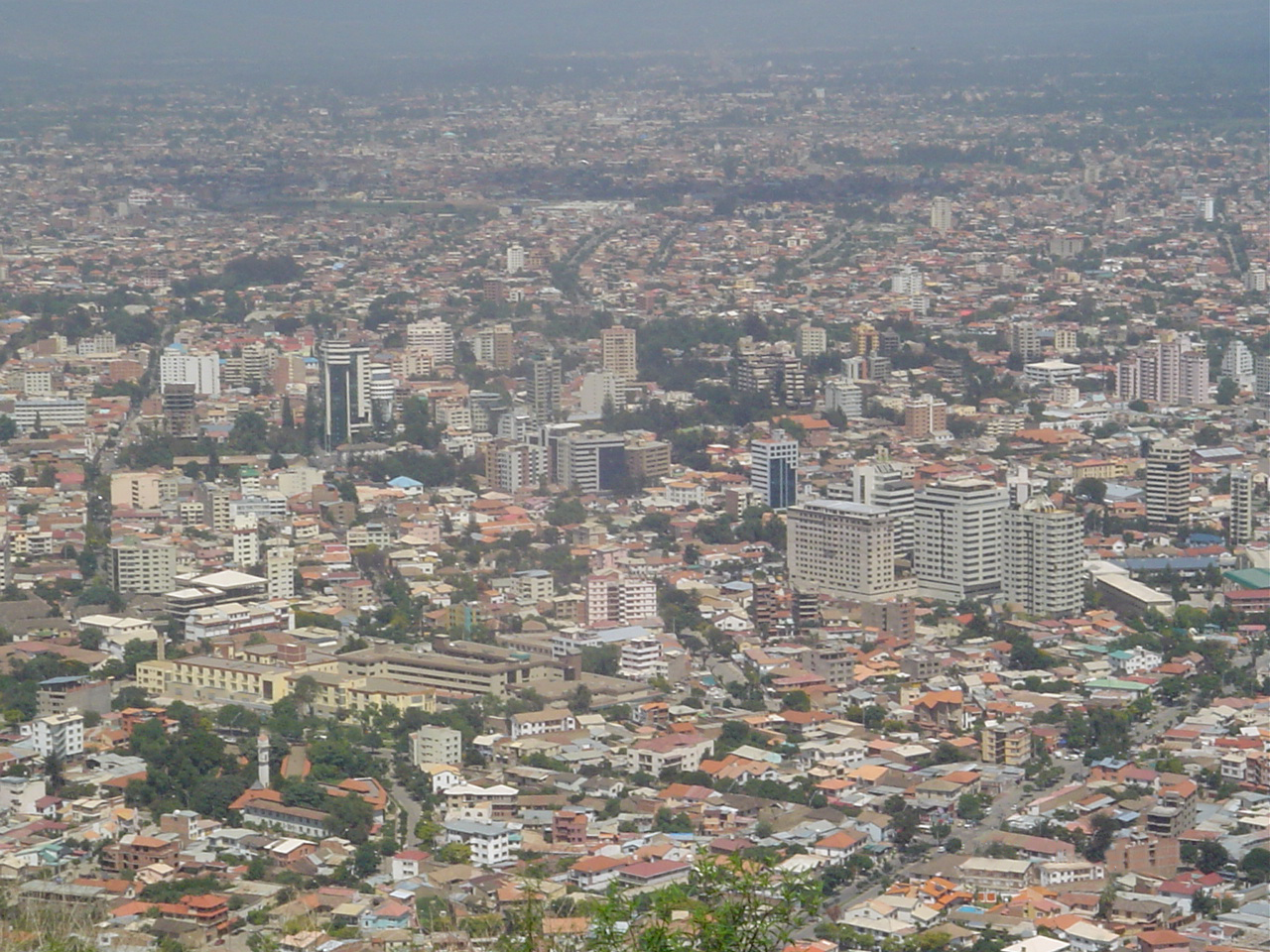
Cochabamba

La Región Metropolitana, denominada "Kanata" fue creada por la Ley 533 como un espacio de planificación y gestión, está integrada por los siete municipios que conforman esta conurbación: Sacaba, Cochabamba, Tiquipaya, Colcapirhua, Quillacollo, Vinto y Sipe Sipe. El Gobierno Departamental de Cochabamba incluye como parte de esta región, en sus planes de desarrollo, al municipio de Colomi.
Conformada por 7 municipios: Cochabamba, Quillacollo, Sacaba, Tiquipaya, Colcapirhua, Vinto y Sipe Sipe.
los municipios del área metropolitana están dispuestos en sentido oriente - occidente y viceversa, vertebrados por la vía más importante del país, la Ruta 4. Cuenta con una superficie total de 2,611 km² donde habitan aproximadamente 1,5 millones de habitantes (Proyecciones INE, 2022).

### Cono Sur

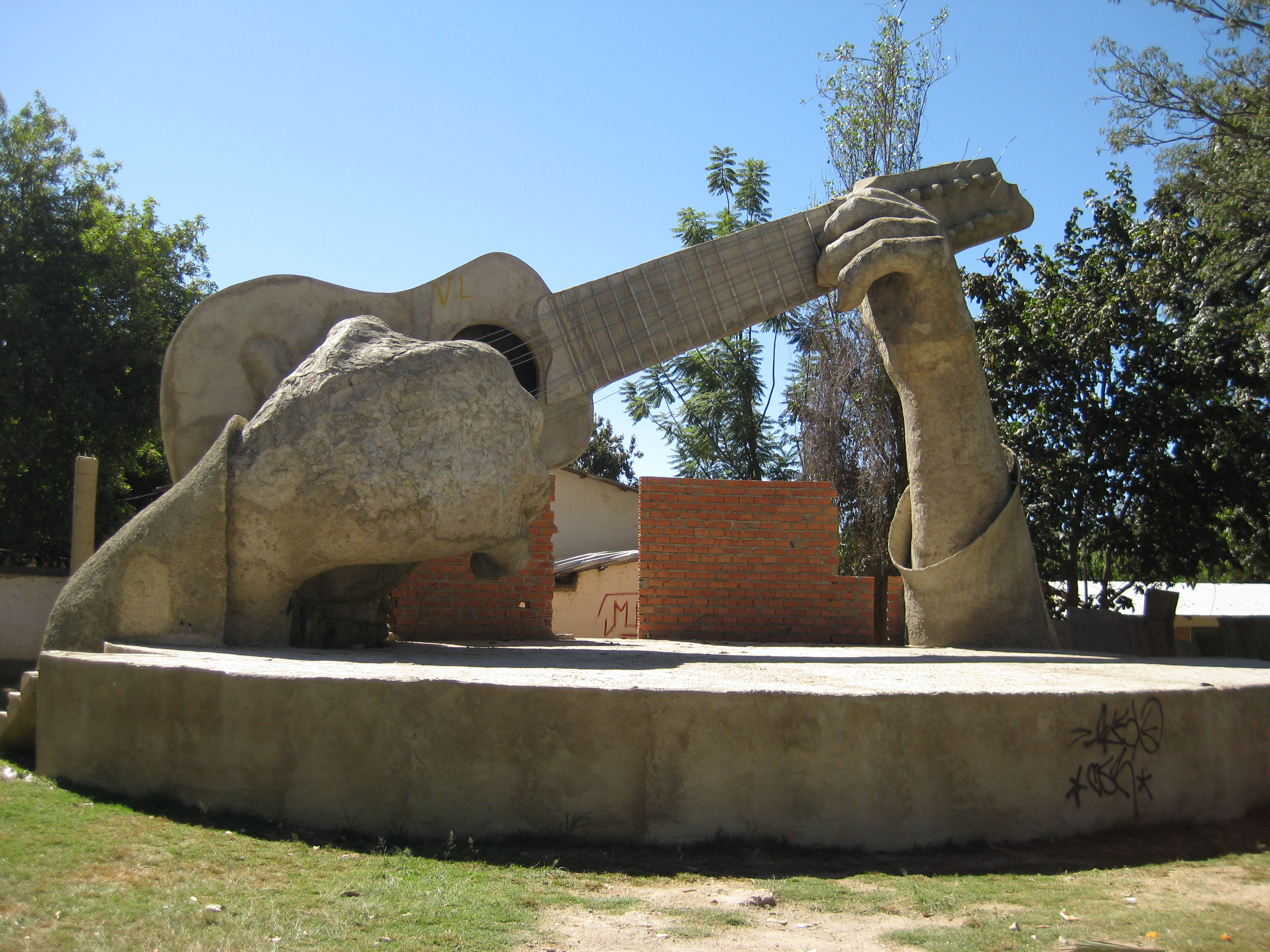
Aiquile

Ubicada al sudeste del departamento, la Región Cono Sur está conformada por 12 municipios: Pojo, Pocona, Alalay, Totora, Vacas, Tiraque, Pocona, Aiquile, Pasorapa, Omereque, Mizque y Vila Vila.
Con una superficie de 17.165 km2 esta región presenta una discontinuidad administrativa y distancia entre los municipios de la parte alta, ubicados en los valles secos interandinos de la Cordillera Oriental, y de los valles mesotérmicos.
La  población  total  regional,  según  el  Censo Nacional de Población y Vivienda 2012, fue de 146.815 habitantes, con una densidad poblacional de 8 habitantes por km2. 
Por discontinuidad geográfica física, se identifican dos grandes zonas las cuales son: la región de las partes altas de las serranías, desde el noroeste hasta el sur conformada por las laderas y planicies de Tiraque, la lagunas de Vacas, las laderas de Alalay y de Vila Vila y al norte las serranías y pequeños valles de Pocona, Totora y Pojo. Y al sur los valles mesotérmicos de Mizque, Aiquile, Pasorapa y Omereque.

### Valles

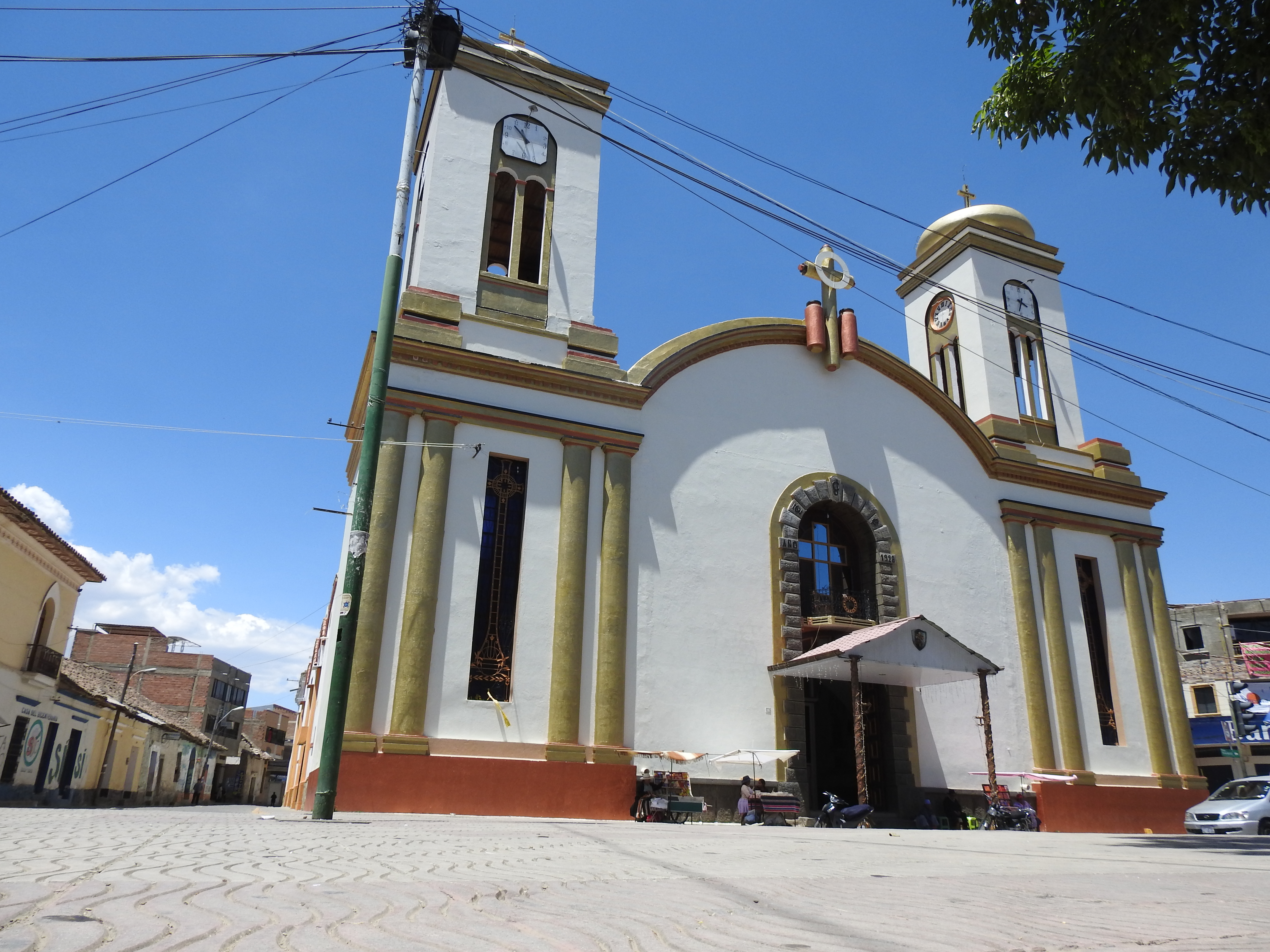
Punata el municipio más poblado de la región de lo valles

Conocida como valle alto Cochabambino es un espacio territorial continuo compuesto por 14 pequeños municipios, pero la mayoría muy densamente poblados: Anzaldo, Arbieto, Capinota, Punata, Villa José Quintín Mendoza (San Benito), Sacabamba, Santiváñez, Tacachi, Cliza, Tarata, Toco, Tolata, Villa Gualberto Villarroel (Cuchumuela) y Villa Rivero. Tiene una población de más de 152 000 habitantes, que corresponde al 8,3 por ciento del total de la población departamental. La densidad poblacional promedio de la región es de 54 habitantes por km2, más del doble de la departamental.
Demográficamente, cuenta con cerca de 135.407 habitantes, con una densidad poblacional de 63 habitantes por km2. Resalta la asimetría en densidades poblacionales desde Cliza con 365 habitantes por km2 con relación a Anzaldo con 12 habitantes por km2.

### Andina

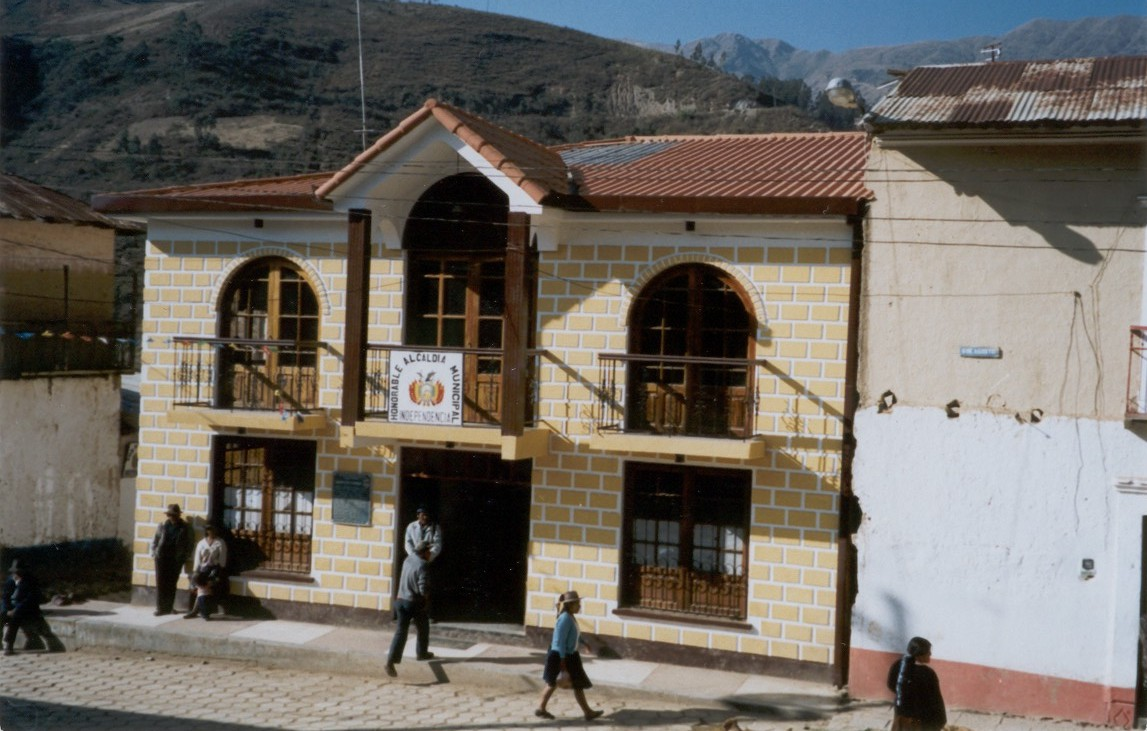
Iglesia del municipio de Independencia.

Comprende los municipios: Independencia, Morochata, Cocapata, Arque, Tacopaya, Sicaya, Tapacarí y Bolívar.
Esta región cuenta con una baja cantidad de población, no supera el 5 por ciento del total de la población del departamento.
Ubicada al sudoeste del departamento, entre el altiplano central y la región de los valles cochabambinos, tiene un clima predominante de altura y de puna, es la zona de menor desarrollo, con niveles de pobreza elevados e Índices de Desarrollo Humano (IDH) más bajos del país, su población está dispersa en un extenso territorio.
De acuerdo a criterios naturales – fisiográficos y geográficos– la Región Andina está comprendida por dos subregiones, por la ladera norte de la Cordillera Oriental (Independencia, Morochata y Cocapata, los tres municipios suman una superficie de 8.941 km2) y la subregión de la ladera sur de la misma cadena montañosa donde están Arque, Tacopaya, Sicaya, Tapacarí y  Bolívar, con una superficie cercana a los 3.600 km2.

### Trópico

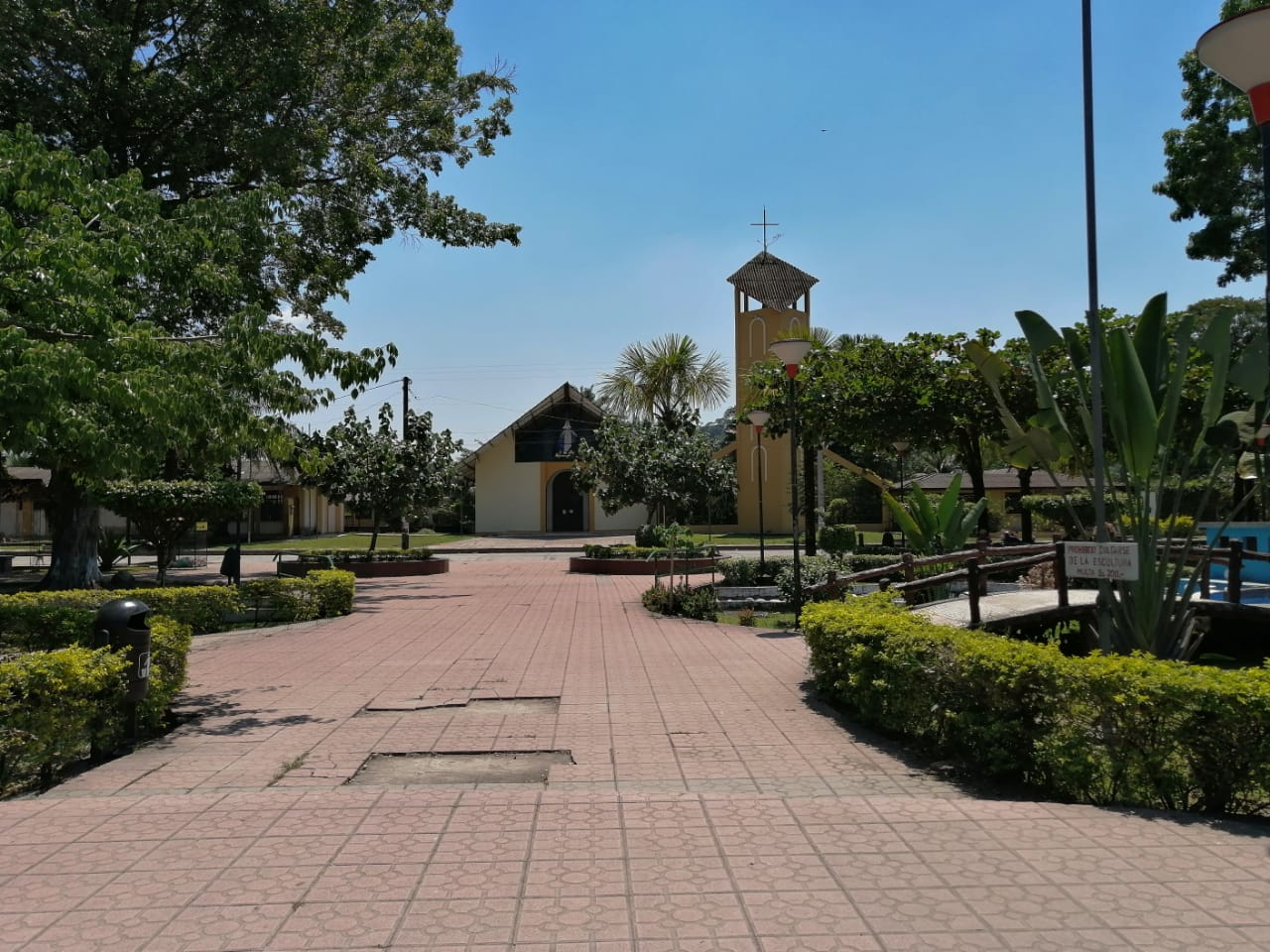
Villa Tunari

La Región Trópico de Cochabamba, que forma parte de la Cuenca Amazónica, está ubicado al noreste del departamento; abarca las zonas tropicales de las provincias Chapare, Carrasco y Tiraque, los municipios de  Villa Tunari, Chimoré, Puerto Villarroel, Entre Ríos y Shinahota.
La región se divide en dos espacios naturales: por un lado la región hidrográfica de Cotacajes y Santa Elena, al noroeste; y por otro la región hidrológica del Mamoré, que corresponde al trópico cochabambino. No obstante, existe elevada discontinuidad geográfica entre ambas regiones.
Presenta una alta diversidad ecológica, pues existen grandes ríos navegables (Ichilo, Chapare, Chimoré y otros) y bosques interminables; se constituye en un refugio natural para animales salvajes. 
Desde el punto de vista político-administrativo, existe continuidad entre cinco municipios: Villa Tunari, Shinahota, Chimoré, Puerto Villarroel y Entre Ríos con una superficie que suma cerca de 29.000 km2. Considerando el criterio demográfico los cinco municipios alcanzan a una población cercana a los 195.000 habitantes